# Sicya calipusaria
Sicya calipusaria är en fjärilsart som beskrevs av Walker 1860. Sicya calipusaria ingår i släktet Sicya och familjen mätare. Inga underarter finns listade i Catalogue of Life.